# Chambre de métiers et de l'artisanat de l'Essonne
La Chambre de métiers et de l’artisanat de l’Essonne est un établissement public à caractère administratif ayant le titre de chambre consulaire, chargé de représenter les intérêts des entreprises artisanales, agissant sur le territoire du département français de l’Essonne.

## Histoire
Le 27 juillet 1935, un décret créait la chambre de métiers de Seine-et-Oise. La Loi no 64-707 du 10 juillet 1964 portant réorganisation de la région parisienne prévoyait la suppression de ce département et la création, parmi d’autres, du département de l’Essonne, dont le chef-lieu serait fixé à Évry. Il fut créé par le décret no 68-83 du 26 janvier 1968 la chambre de métiers interdépartementales des Yvelines, de l’Essonne et du Val-d'Oise. Au début des années 1990 se posa la question de scinder cette chambre consulaire interdépartementale. Le décret no 97-23 du 13 janvier 1997 a supprimé cette chambre pour créer, entre autres, la chambre de métiers de l’Essonne, avec rétrocession des locaux situés à Évry et Bondoufle.

## Organisation
La chambre de métiers et de l’artisanat de l’Essonne est affiliée à l’assemblée permanente des chambres de métiers et de l'artisanat et placée sous la tutelle du ministère de l’Économie et des Finances. Son activité est enregistrée sous le code APE 9411Z, elle est enregistrée au répertoire des entreprises sous le code SIREN 189 100 035 et SIRET 18910003500014. Un collège de trente-six chefs d’entreprises, élus pour cinq années, est chargé de la gestion de la chambre consulaire.

### Présidence
| Période                                  | Période  | Identité        | Fonction précédente | Observation |
| ---------------------------------------- | -------- | --------------- | ------------------- | ----------- |
| ?                                        | 2005     | Bernard Duchêne |                     | -           |
| 2005                                     | 2010     | Noël Tourneux   |                     | -           |
| 2010                                     | 2021     | Laurent Munerot |                     | -           |
| 2021                                     | En cours | Yaëlle Buzzetti |                     | -           |
| Les données manquantes sont à compléter. |          |                 |                     |             |

### Organismes partenaires
La chambre de métiers et de l’artisanat de l’Essonne est partenaire, entre autres, de la chambre de commerce et d'industrie de l'Essonne, de la faculté des métiers de l'Essonne, de l’établissement public Paris-Saclay.

### Implantations
Outre l’hôtel consulaire situé à Évry, la chambre de métiers et de l’artisanat de l’Essonne dispose d’une antenne à Étampes depuis 2010.

## Rôle et missions
La chambre de métiers et de l’artisanat de l’Essonne représente les entreprises artisanales sur le territoire du département de l’Essonne. Elle est chargée d’accompagner les entreprises dans leur création et leur développement, notamment en les répertoriant dans le répertoire des métiers et en organisant la formation professionnelle, par le biais de la faculté des métiers de l'Essonne. Elle diffuse depuis fin 2012 un baromètre économique de l’artisanat. Elle est partenaire du label de qualité des Papilles d'Or.